# Кировский трамплин
Кировский трамплин — горнолыжный спортивный комплекс в Кирове. Включает большой трамплин К-90 с высотой K-точки 90 м, средний K-50 и малый К-20, слаломный спуск, лыжероллерную трассу, спортивную базу «Трамплин» и детские горнолыжные секции. С 2009 года на конструкциях большого трамплина устраивают «сосульку» для соревнований по ледолазанию.
Расположен на Филейской горе, на левом крутом берегу реки Вятки в северной части города. Спроектирован кировскими специалистами под руководством инженера А. В. Казенина. Регулярно принимает межрегиональные и всероссийские горнолыжные соревнования.
Эксплуатацию трамплина К-90 прекратили в 2017 году, после чего неоднократно поднимался вопрос о сносе объекта, однако окончательно решение принято не было.

## История

### Советский период
Первый городской трамплин появился на южной стороне склона деревни Санниковы, в трёх километрах от нынешнего спорткомплекса. 7 октября 1947 года исполкомом Кировского горсовета принято решение об отводе земельного участка юго-западнее слободы для строительства нового лыжного трамплина.
28 января 1951 года состоялось торжественное открытие 90-метрового трамплина спортивного общества «Спартак». Новый трамплин стал самым большим в СССР и одним из крупнейших в Европе. Возведение этого объекта позволило проводить в городе соревнования всесоюзного уровня. Для подъёма лыжников имелся лифт. Рядом с большим были построены средний и малые трамплины, возведено здание спортивной базы «Трамплин» (ныне ведающей всем комплексом), здания детских горнолыжных секций. Для гостей трамплина была построена гостиница, врачебный кабинет и лыжная база.
В 1969 году опоры горы приземления у большого трамплина не выдержали обильного покрова снега и рухнули, стол отрыва фактически повис над бездной. В 1970-м трамплин удалось быстро восстановить.
До 1980-х годов спорт в Кирове развивался очень активно. Однако в конце 1980-х в связи с ликвидацией спортивных сообществ, которые занимались развитием спорта на всех уровнях, прыжки на лыжах с кировского трамплина начали сходить на нет.

### Современное положение
Содержание трамплина требовало много средств, и с 1992 года, когда экономика Кирова сильно пострадала, он фактически оказался заброшен. Полная реконструкция и восстановление трамплина были произведены в 2002 году. Так как почти все «большие» трамплины в России находились в нерабочем состоянии, кировский К-90 сразу стал принимать этапы всероссийских кубков по горнолыжным дисциплинам.
В июне 2010 года на большом трамплине произошёл пожар. В 2012 году принято решение о реконструкции комплекса трамплинов. По состоянию на 2023 год, комплекс продолжает находиться в аварийном состоянии.
В 2016 году средний трамплин К-40, находящийся в аварийном состоянии, собственными силами за 7 месяцев восстановила команда ветеранов-спортсменов по прыжкам с трамплина, увеличив мощность 40-метрового трамплина до 50 метров.
В июне 2017 года начальник горуправления по делам молодёжи, физической культуре и спорту Надежда Анисимова заявила о консервации трамплина К-90 по причине его сильного износа. В феврале 2018 года она заявила о планах по частичному сносу спортивного объекта, однако сроки не названы.
11 августа 2020 года силами частной компании по договору со спортивной школой на большом трамплине было демонтировано деревянное покрытие зоны приземления. В октябре того же года прокуратура внесла протест о незаконности разборки единого объекта частями и обязало руководство спортшколы положить его обратно за свой счёт.
Зимой 2022 года восстановлен малый трамплин К-20 на собственные средства частной компании. Рабочие частично заменили опоры, изготовили и установили полотно разгона, смонтировали борта в зоне приземления.
В октябре 2022 года стало известно о планах восстановить большой трамплин К-90 на условиях государственно-частного партнёрства.

## Фотогалерея

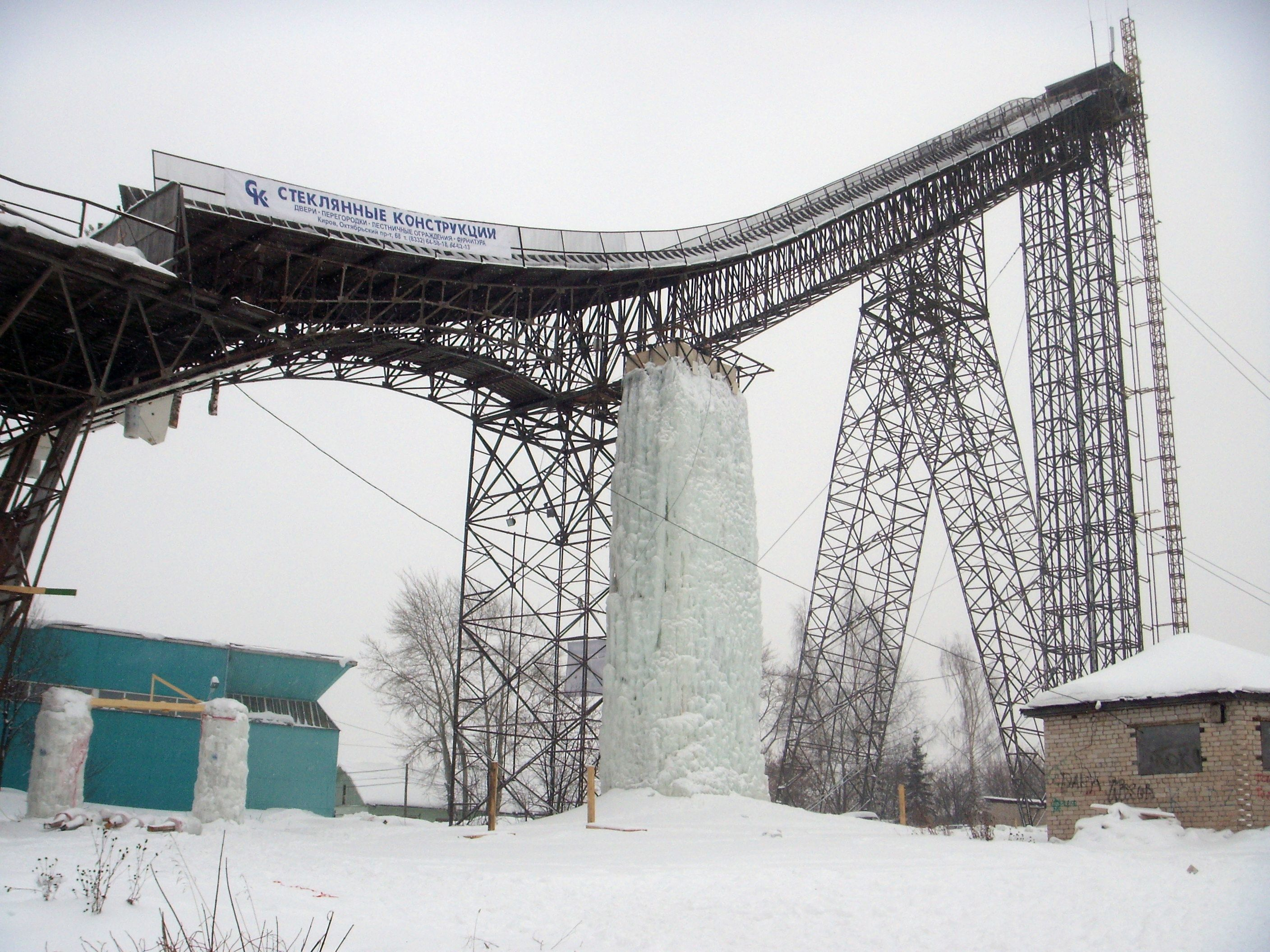
Ледовая «сосулька» на опоре К-90 после кировского этапа всероссийского кубка по ледолазанию.
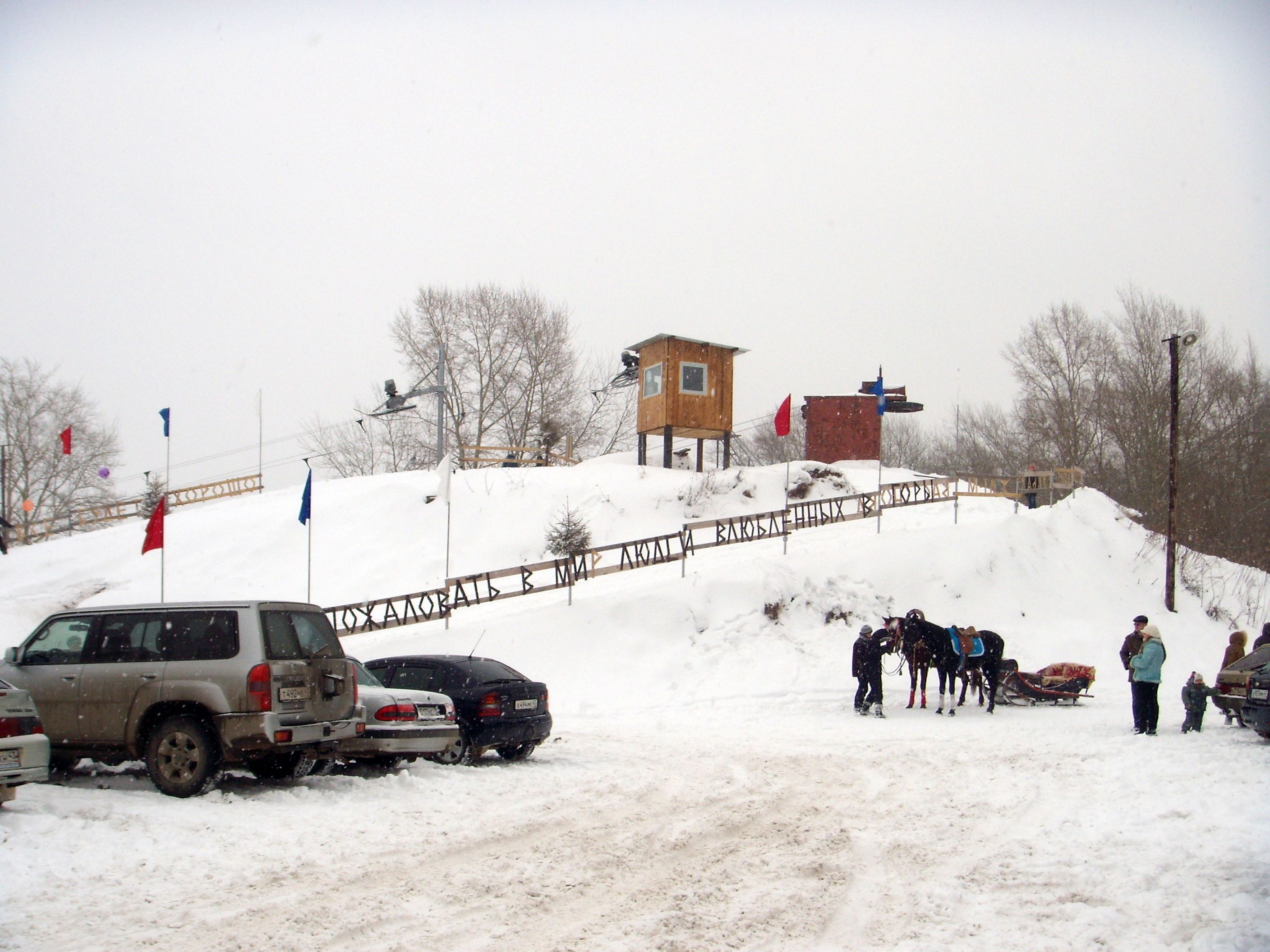
Стартовая площадка слаломного спуска с лыжным подъёмником.
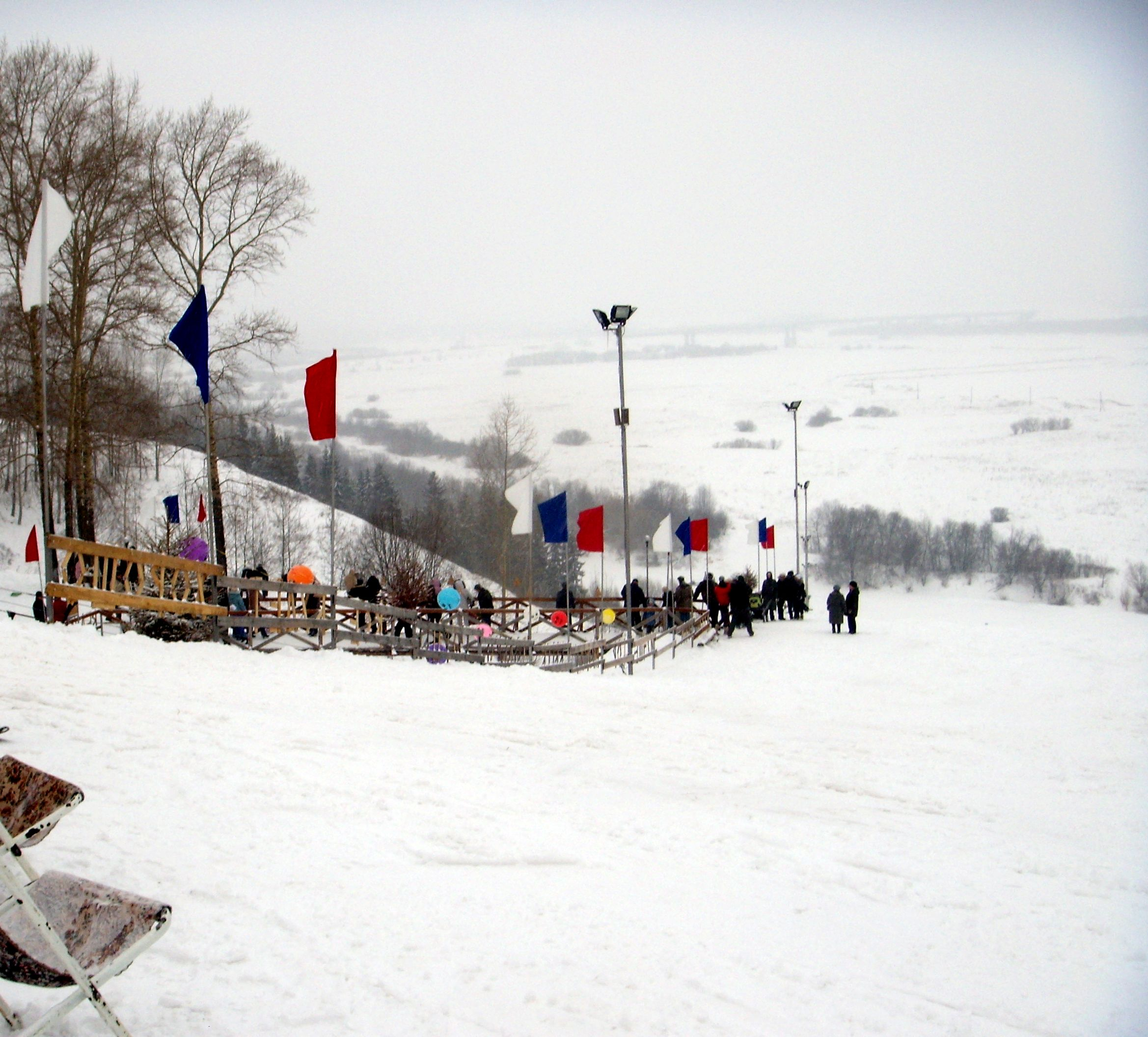
Слаломный спуск, вид с площадки. На дальнем плане — Новый мост через Вятку.